# Parco archeologico naturalistico di Turona
Il Parco Archeologico Naturalistico di Turona è un'area naturalistica, dove sono anche presenti siti di interesse archeolgico, pochi chilometri a sud di Bolsena, sulle colline che sovrastano il lago di Bolsena.

## Descrizione
Nell'area si trovano i siti archeologici di Civita d'Arlena e la Necropoli La Capriola.